# Estación Huascha
Huascha es una estación de ferrocarril ubicada en un paraje rural del departamento Ischilín, provincia de Córdoba, Argentina.

## Servicios
Presta servicios de cargas a través de la empresa estatal Trenes Argentinos Cargas. Pertenece al ramal A del Ferrocarril General Belgrano.